# Caller ID (електронна пошта)
Caller ID — технологія, розроблена Microsoft з метою зменшення кількості спаму, що розсилається електронною поштою. Специфікація була опублікована 24 лютого 2004 року.
Суть даної технології полягає в тому, що адміністратор домену вказує IP-адреси поштових серверів SMTP, з яких може відправлятися пошта цього домену, в системі DNS. При отриманні вхідного повідомлення поштовий сервер перевіряє, чи дозволена відправка повідомлень з вказаного у повідомленні домену з даної IP-адреси. Якщо IP-адреси відправника немає у списку дозволених, то це означає, що адреса відправника підроблена.
Ця технологія відрізняється від SPF форматом записів DNS і тим, яка адреса перевіряється.
Технологія Caller ID сама по собі не виключає можливість розсилання спаму, але дозволяє підвищити ефективність роботи сірих списків для блокування спаму.
Інформація, потрібна для даної технології, зберігається в DNS у вигляді записів типу TXT. Зміст поля складається в XML форматі.